# Рондель (доспехи)

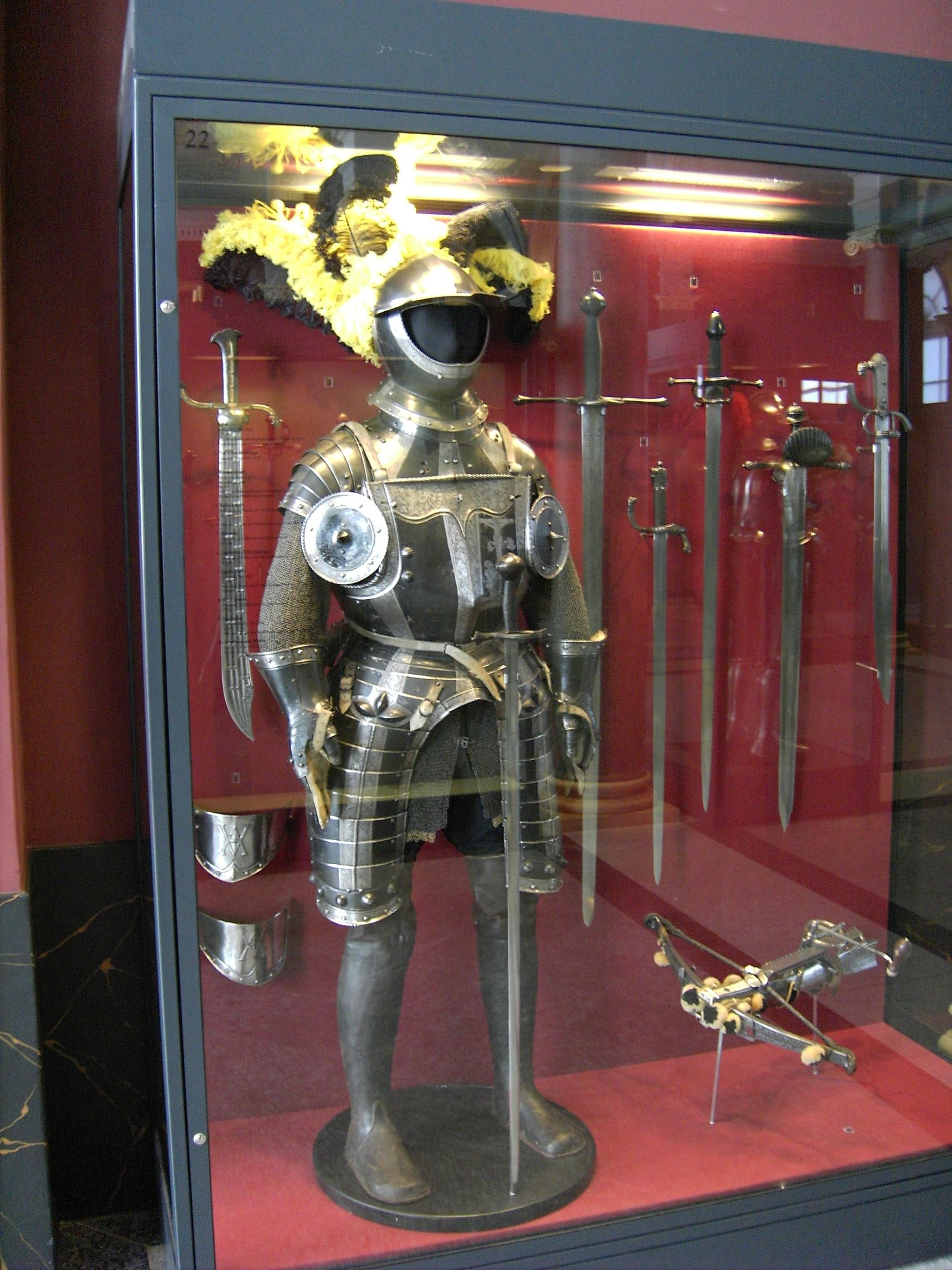
Немецкая рейтарская броня «Чёрных всадников» кон. XVI в. Музей Дрездена.

Рондель (фр. rondelle «круглый») — диск, закреплявшийся на латном наплечнике и прикрывающий подмышку спереди. Первоначально возник предположительно на миланских доспехах, изготовлявшихся на экспорт. В частности, в церкви Санта Мария делла Грация в Мантуе, среди изображений доспехов, пожертвованных церкви в разное время, есть изображение доспеха, наплечники которого украшены ронделями. Такие же рондели украшают доспех alla Francese (французского фасона) Фридриха I, палатина Рейна, изготовленный миланскими мастерами в 1451 году. 

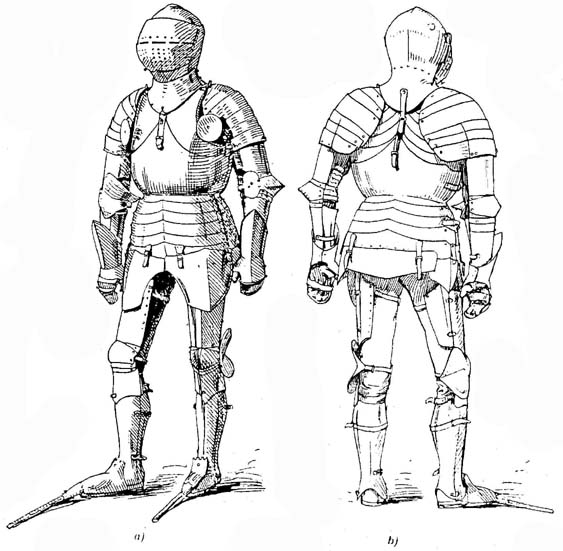
«Миланская броня» Фридриха I, графа и палатина Рейна. Милан, 1451 г. Мастера Томмазо Негрони, Пьер Инноченцо да Фаерно, Антонио Мисалья. Военно-исторический музей (Вена). Илл. из книги В. Бехайма.

Ронделем также называется стальной диск на ножке на затылке у итальянских арметов, служащий для защиты ремня, держащего  подбородник, от перерубания. Такой шлем так и назывался — армет с ронделем.

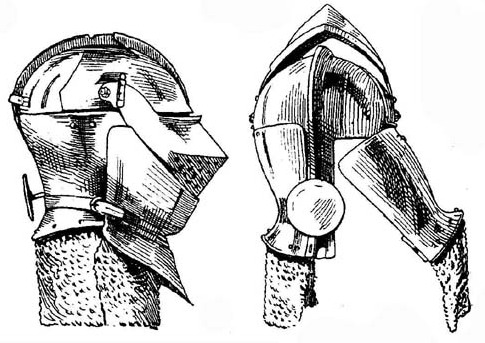
Итальянский армет сер. XV в. Илл. из книги В. Бехайма.

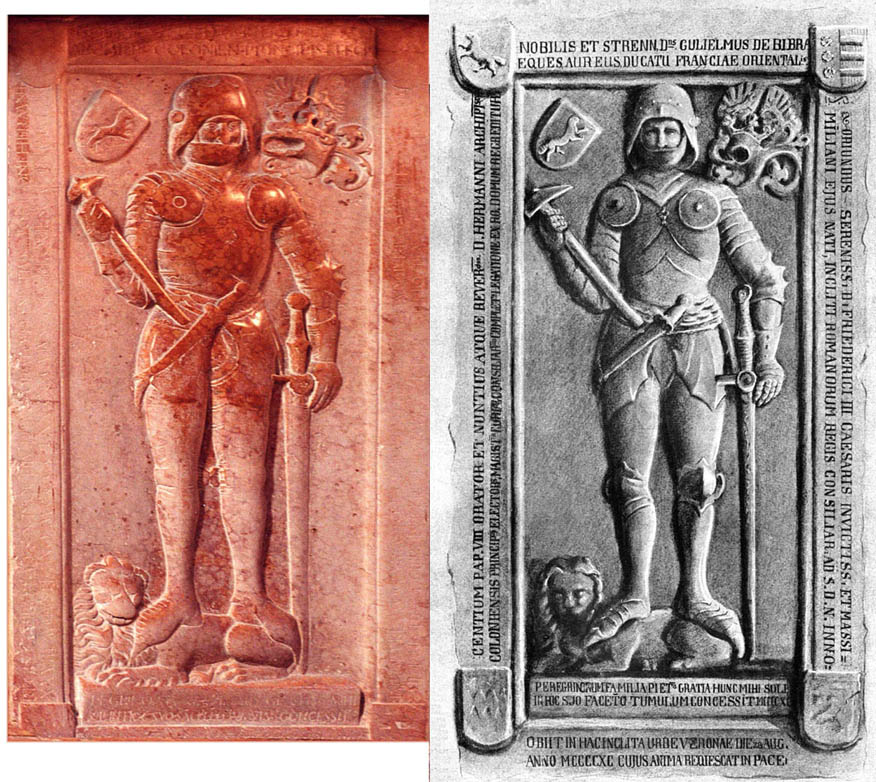
Надгробный камень Вильгельма фон Бибра из церкви Святой Анастасии в Вероне. 1490 г.

В дальнейшем рондели стали неотъемлемой частью готического доспеха. Диск ронделя крепился к наплечникам и защищал подмышки владельца от уколов или попаданий стрел. Удобство его использования состояло в том, что когда тяжёлый кавалерист шёл в атаку, то рондель не мешал разместить копьё на упоре: он просто сдвигался в сторону, а потом в ходе рукопашного боя возвращался на место, не оставляя руку уязвимой.
Если в ранней готике диски делались просто плоскими, то в более поздних образцах диск, как и весь доспех, ковался фигурной формы и украшался, в том числе насечкой и гравировкой.

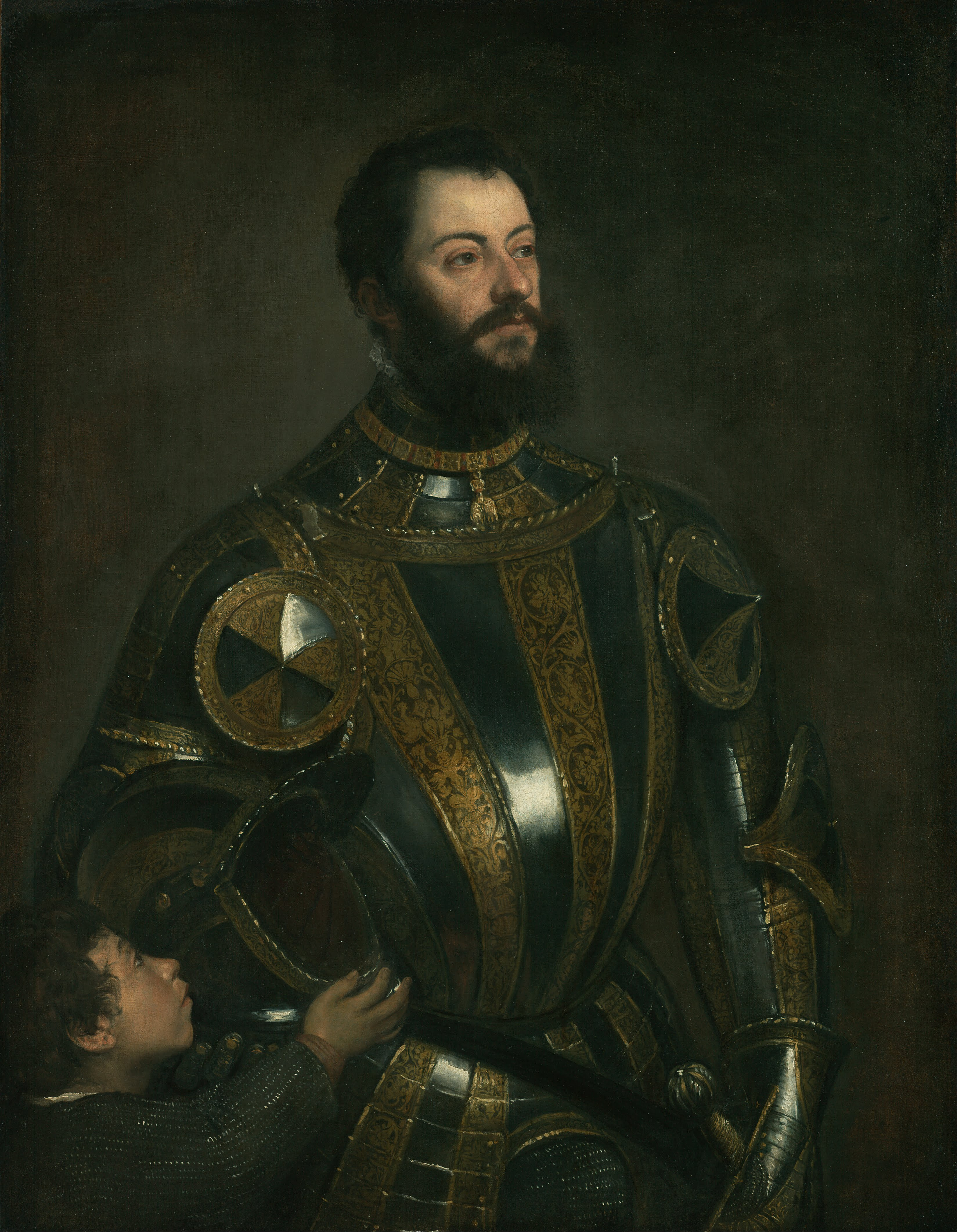
Тициан. Портрет Альфонсо д’Авалоса в доспехе и с пажом. Около 1533 г. Музей Гетти, Лос-Анджелес, США.

Причиной широкого использования ронделей в готических доспехах, очевидно, служит то, что в таких доспехах наплечники ковались симметричными — в отличие от миланских доспехов, где левое плечо было предназначено для защиты в турнире и ковалось более массивным именно с учётом того, что оно будет замещать собой щит. Использование ронделя для защиты правой подмышки — где иную защиту разместить конструктивно было невозможно — привело к тому, что симметричный правому диск появился и на левом наплечнике.

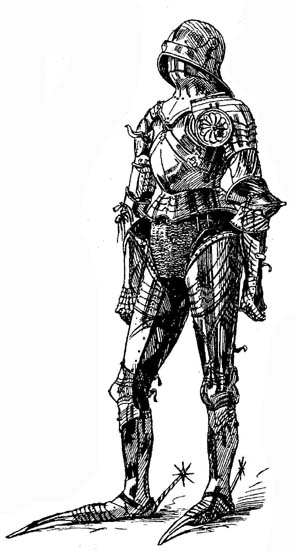
Доспех Максимилиана I, императора Священной римской империи. Мастер Лоренц Кольман. Нюрнберг, 1475 г. Илл. из книги В. Бехайма.

Впоследствии ронделями также украшались наплечники в составе полных доспехов XVI века. При этом на портрете Козимо I Медичи в доспехе на ронделях (как и на наплечниках) виден подбой красной кожей — делалось это для того, чтобы детали доспехов не лязгали друг об друга при движении. 

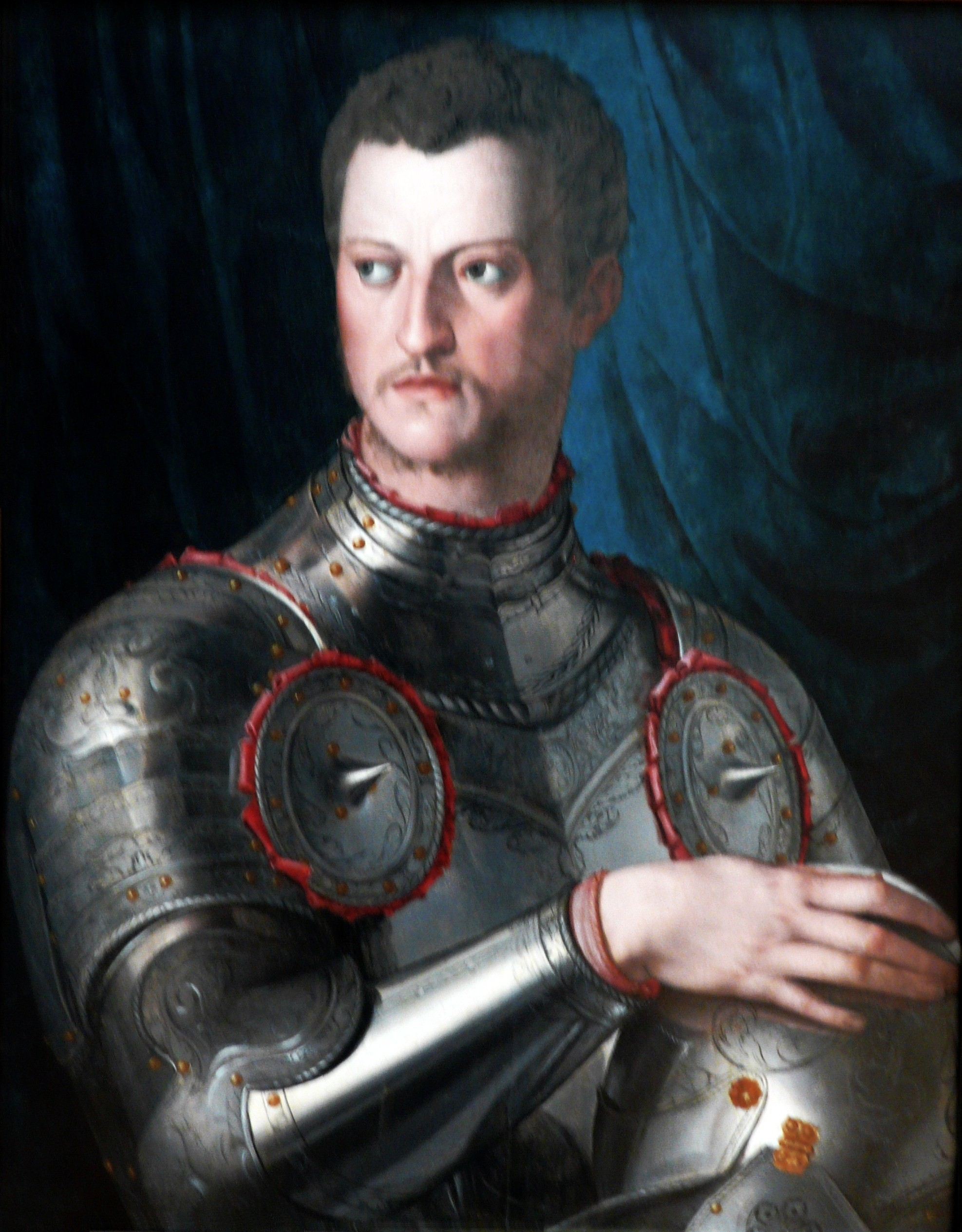
Аньоло Бронзино. Портрет Козимо I Медичи в доспехе. Около 1545 г. Галерея Уффици, Флоренция.